# Tren de Trànsit Autònom ART
El tren de trànsit autònom ART (Autonomous Rail Rapid Transit), és un sistema tamvia sense rails per al transport urbà de passatgers, similar a altres autobusos guiats. Ha estat desenvolupat per l'Institut Zhuzhou CRRC i va ser presentat públicament a la província d'Hunan el 2 de juny de 2017.
Aquest sistema ha estat descrit com una barreja entre un tren, un autobús i un tramvia. La seva aparença externa, composta per seccions individuals unides per passarel·les articulades, s'assembla a un tramvia amb pneumàtics de goma i té la flexibilitat suficient per moure's com un autobús articulat.

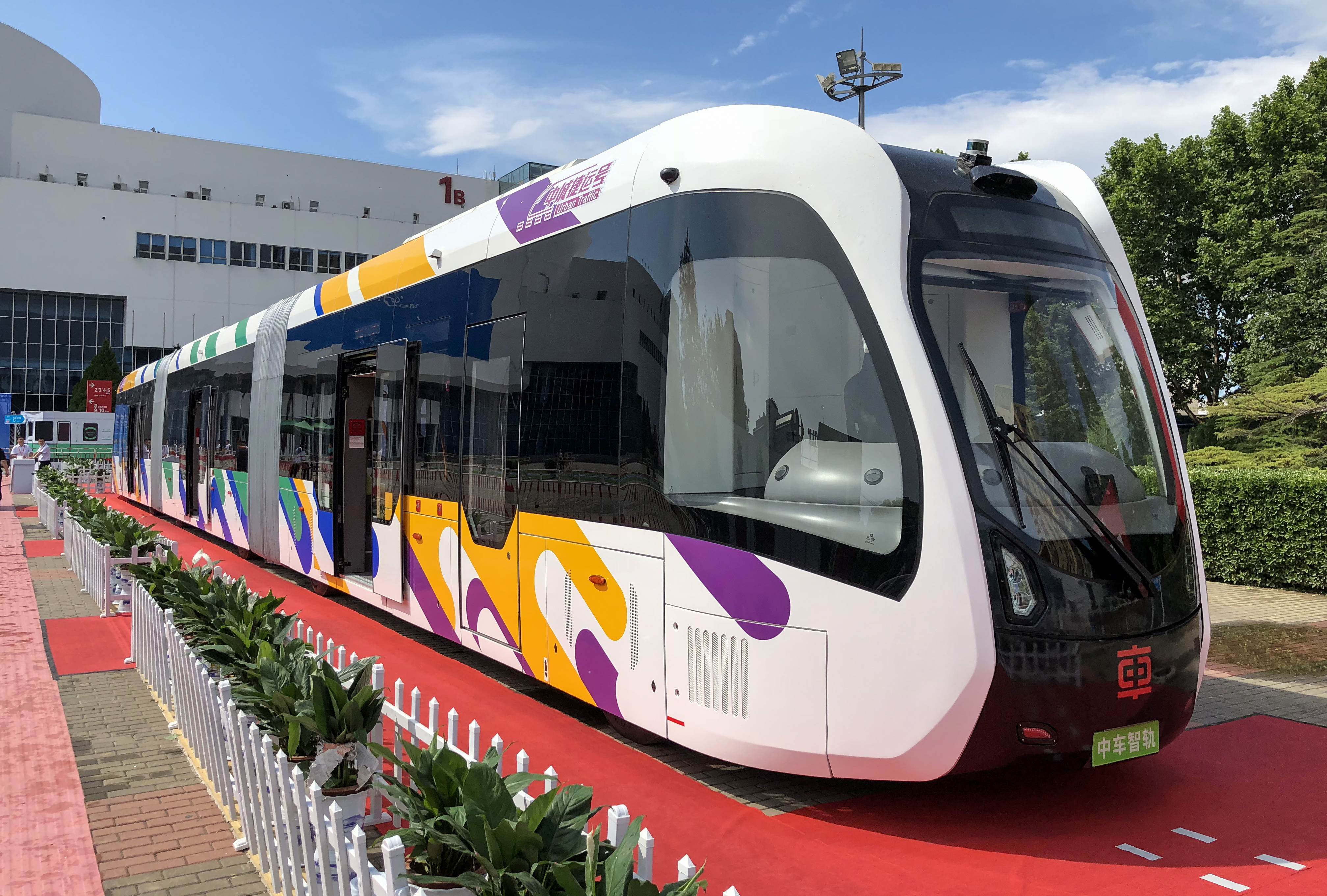
Tren de Trànsit Autònom al Metro Trans de Pequín (2018)

Les principals diferències amb un autobús articulat convencional són el sistema de guiatge semiautomàtic (que val la identificació d'unes marques de pintura realitzades a aquest efecte sobre la calçada) i la utilització d'acumuladors elèctrics que subministren l'energia de tracció. Amb els tramvies moderns comparteix el seu aspecte exterior, però no té vies i utilitza pneumàtics en comptes de rodes d'acer.

## Descripció
Un tren ART amb tres segments fa aproximadament 30 metres i costa al voltant de 2,2 milions de dòlars. Pot viatjar a una velocitat de 70 km/h i portar a uns 300 passatgers, mentre que en un tren de 5 segments hi caben 500 passatgers Dos trens poden seguir-se entre si molt a prop sense estar connectats mecànicament. Tot el tren té un disseny de pis baix gràcies a un bastidor espacial amb panells cargolats per suportar el pes dels passatgers. Està construït com un vehicle bidireccional, amb cabines de conductor a cada extrem que li permeten viatjar a velocitat plena en qualsevol direcció.

## Sensors i bateries
L'ART està equipat amb diversos sensors per ajudar el conductor a seguir la ruta per una via virtual o per desviar-se en cas de detectar embussos. Un sistema d'advertència d'abandonament del carril ajuda a mantenir el vehicle a la trajectòria correcta i adverteix automàticament el conductor si s'allunya de la seva posició correcta. També té instal·lat un sistema d'advertiment per a col·lisions, que permet que el conductor mantingui una distància de seguretat amb altres vehicles. Els miralls retrovisors electrònics funcionen amb càmeres ajustables a distància i proporcionen una vista més clara que els miralls convencionals, inclòs un dispositiu d'atenuació automàtica per reduir la resplendor.
El tren s'alimenta mitjançant bateries de liti i titani i pot viatjar una distància de 40 quilòmetres per cada càrrega completa. El temps de recàrrega per a un tram de 3 a 5 quilòmetres és de 30 segons, i per a 25 quilòmetres, 10 minuts, ja que el tren es va recarregant a les estacions per on passa.

## Beneficis i limitacions
No tenir una pista permanent permet operacions flexibles d'acord amb les condicions del trànsit, com ara suggerint desviaments en cas d'accidents de trànsit o treballs de construcció en curs. El sistema és capaç d'interactuar amb senyals de comunicació intel·ligents per cedir la prioritat a altres vehicles. Un altre aspecte favorable és que pel fet que no té vies per seguir, el cost del manteniment de la infraestructura s'abarateix considerablement.
Atès que l'ART és un sistema d'autobús guiat, el pas repetit d'un gran nombre d'eixos amb la mateixa alineació exacta sobre la calçada de les rodes (controlades per un sistema de direcció d'eixos múltiples) pot provocar el desgast localitzat de la calçada, provocant la formació de solcs al paviment. S'ha comprovat la idoneïtat del sistema per al clima hivernal, però encara no s'han fet assaigs amb gel i neu.